# Angelo Moreschi
Angelo Moreschi (Nave, 13 giugno 1952 – Brescia, 25 marzo 2020) è stato un vescovo cattolico e missionario italiano.

## Biografia
Angelo Moreschi nacque a Nave, in provincia e diocesi di Brescia, il 13 giugno 1952.

### Formazione e ministero sacerdotale
Entrò nella Società salesiana di San Giovanni Bosco ad Albarè di Costermano sul Garda. Studiò al seminario di Chiari e si specializzò in teologia a Betlemme. Il 1º settembre 1974 pronunciò i primi voti e il 15 agosto 1980 emise la professione solenne nella casa salesiana a Cremisan, nei pressi di Betlemme.
Il 2 ottobre 1982 fu ordinato presbitero nella chiesa parrocchiale di San Paolo a Brescia da monsignor Armido Gasparini. Nel 1983 fu inviato come missionario a Dila, in Etiopia. La missione era stata aperta nel 1973. Fu parroco di Dila, nella parte sud del paese, dal 1991 al 2000 e consigliere ispettoriale per l'allora visitatoria salesiana Etiopia-Eritrea dal 1998 al 2001. Padre Moreschi attuò molti miglioramenti pastorali: aprì scuole professionali, scuole secondarie e orfanotrofi e avviò diversi progetti agricoli. Per quanto riguarda il lavoro pastorale della parrocchia, promosse la costruzione di molte cappelle, contribuendo ad aumentare il numero di parrocchiani e catechisti della zona.
Il 16 novembre 2000 papa Giovanni Paolo II lo nominò primo prefetto apostolico di Gambella. La nuova prefettura apostolica era situata nell'estrema regione ovest del Paese, al confine con il Sudan. Fino a quel momento era parte dell'allora prefettura apostolica di Gimma-Bonga. Nella nuova struttura federale dell'Etiopia la regione di Gambella era diventata uno Stato a sé in quanto le etnie che la abitano sono molto diverse da quelle che vivono a Gimma-Bonga.
Nell'ottobre del 2005 compì la visita ad limina.

### Ministero episcopale
Il 5 dicembre 2009 papa Benedetto XVI con la bolla Annuntiat Dominus elevò la prefettura apostolica a vicariato apostolico e lo nominò vicario apostolico di Gambella e vescovo titolare di Elefantaria di Mauritania. Ricevette l'ordinazione episcopale il 31 gennaio 2010 nella cattedrale di San Giuseppe a Gambella dall'arcieparca metropolita di Addis Abeba Berhaneyesus Souraphiel, co-consacranti l'eparca di Adigrat Tesfasellassie Medhin e il già vicario apostolico di Auasa Lorenzo Ceresoli.
Il vicariato era parte di una regione povera e sottosviluppata nell'Etiopia occidentale, al confine con il Sudan del Sud, caratterizzata da incertezze etniche e sociali, povertà e mancanza di infrastrutture.
Monsignor Angelo Moreschi dedicò molto tempo e impegno a sostenere la gente di Gambella, indipendentemente da religione, razza o cultura. Grazie alla sua dedizione, la Chiesa cattolica stabilì molte parrocchie e cappelle nella zona. Il nunzio apostolico Silvano Maria Tomasi disse che l'opera di padre Moreschi aveva segnato lo sviluppo della Chiesa cattolica a Gambella grazie alla promozione dell'agricoltura e della produzione alimentare e allo sviluppo dei villaggi. Monsignor Moreschi, noto ai laici come Abba - era conosciuto in Etiopia perché il suo lavoro pastorale si concentrava sui poveri e sui giovani. È ricordato dai fedeli anche per il fatto che effettuava le visite pastorali su un fuoristrada ammaccato o in motoscafo nei villaggi lungo il fiume Baro durante le inondazioni. Portava molti doni ai bambini malnutriti. Si spese anche per assistere la riconciliazione tribale, sostenere le organizzazioni per i rifugiati dal Sudan del Sud e inviare sacerdoti in aree remote.
Nel maggio del 2014 compì una seconda visita ad limina.

### Morte
Dopo aver subito l'amputazione di un piede per l'aggravarsi del diabete mellito di tipo 1, all'inizio del marzo 2020 fu costretto a rientrare in Italia dovendo anche sottoporsi a dialisi. Qui contrasse il nuovo coronavirus SARS-CoV-2. Ricoverato nel reparto di nefrologia degli Spedali Civili di Brescia, morì il 25 marzo all'età di 67 anni. Fu il primo vescovo cattolico a perdere la vita per COVID-19. La salma fu benedetta in forma strettamente privata e poi sepolta nel cimitero di Nave.

## Genealogia episcopale
La genealogia episcopale è:
- Cardinale Scipione Rebiba
- Cardinale Giulio Antonio Santori
- Cardinale Girolamo Bernerio, O.P.
- Arcivescovo Galeazzo Sanvitale
- Cardinale Ludovico Ludovisi
- Cardinale Luigi Caetani
- Cardinale Ulderico Carpegna
- Cardinale Paluzzo Paluzzi Altieri degli Albertoni
- Papa Benedetto XIII
- Papa Benedetto XIV
- Papa Clemente XIII
- Cardinale Marcantonio Colonna
- Cardinale Giacinto Sigismondo Gerdil, B.
- Cardinale Giulio Maria della Somaglia
- Cardinale Carlo Odescalchi, S.I.
- Cardinale Costantino Patrizi Naro
- Cardinale Lucido Maria Parocchi
- Papa Pio X
- Papa Benedetto XV
- Papa Pio XII
- Cardinale Eugène Tisserant
- Vescovo Hailé Mariam Cahsai
- Arcivescovo Asrate Mariam Yemmeru
- Cardinale Paulos Tzadua
- Cardinale Berhaneyesus Souraphiel, C.M.
- Vescovo Angelo Moreschi, S.D.B.